# Cantone di Savines-le-Lac
Il Cantone di Savines-le-Lac era una divisione amministrativa dell'arrondissement di Gap.
A seguito della riforma approvata con decreto del 20 febbraio 2014, che ha avuto attuazione dopo le elezioni dipartimentali del 2015, è stato soppresso.

## Composizione
Comprendeva i comuni di:
- Puy-Saint-Eusèbe
- Puy-Sanières
- Réallon
- Saint-Apollinaire
- Le Sauze-du-Lac
- Savines-le-Lac